# Omikron Pegasi
Omikron Pegasi (ο Pegasi, förkortat Omikron Peg, ο Peg) som är stjärnans Bayerbeteckning, är en ensam stjärna belägen i den norra delen av stjärnbilden Pegasus. Den har en skenbar magnitud på 4,79 och är synlig för blotta ögat där ljusföroreningar ej förekommer. Baserat på parallaxmätning inom Hipparcosuppdraget på ca 10,9 mas, beräknas den befinna sig på ett avstånd på ca 300 ljusår (ca 92 parsek) från solen.

## Egenskaper
Omikron Pegasi är en blå till vit underjättestjärna av spektralklass A1 IV. Den har en radie som är ca 3,3 gånger större än solens och utsänder från dess fotosfär ca 104 gånger mera energi än solen vid en effektiv temperatur på ca 9 600 K.